# Jednostkowa produktywność liści
Jednostkowa produktywność liści, ULR, intensywność asymilacji netto, NAR (ang. unit leaf rate) – wskaźnik stosowany do oceny produktywności roślin. Przyrost suchej masy w jednostce czasu na jednostkę powierzchni liściowej. Nazwa intensywność asymilacji netto chociaż stosowana w przeszłości powszechnie jest myląca, gdyś wskaźnik nie odnosi się bezpośrednio do fotosyntezy netto. U roślin C3 wskaźnik przyjmuje zwykle wartości od 2 do 10 g suchej masy na m² na dobę. U roślin C4 może być pięciokrotnie wyższy.
ULR = 1/A dW/dt
gdzie
A – powierzchnia liści lub wszystkich organów zielonych, niekiedy stosuje się masę organów asymilacyjnych,
dW – przyrost suchej masy,
dt – czas pomiaru.
Wskaźnik pozwala wyrazić różnicę między intensywnością fotosyntezy a intensywnością procesów dysymilacyjnych. Dysymilacja obejmuje oddychanie oraz ewentualnie fotooddychanie. Minimalnym czasem pomiaru jest doba. W tym okresie możliwe jest uwzględnienie przyrostu suchej masy za dnia i straty powstające w wyniku oddychania w nocy. Wskaźnik jest wyższy u roślin starszych, u których zachodzi starzenie się liści i zwiększa się masa organów częściowo lub całkowicie heterotroficznych.